# Homo homini lupus est

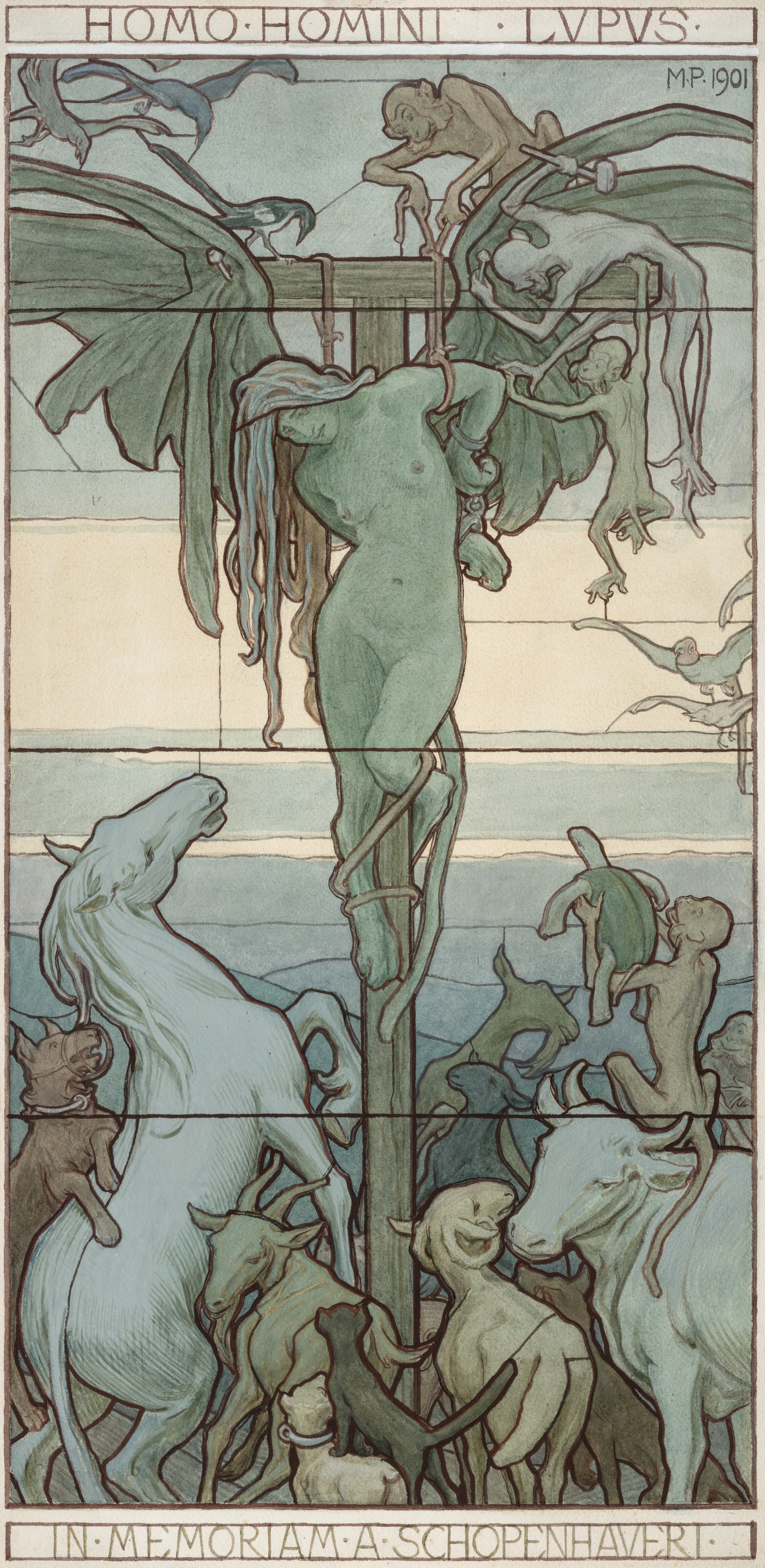
Максиміліан Пірнер намалював картину «Homo homini lupus» у 1901 році. Це алегорична сатира, на якій зображена крилата фігура, що уособлює уяву, яку розпинають мавпи перед натовпом інших звірів.

Homo homini lupus est (Homo homini lupus) — латинський вислів, українським перекладом якого є вислів «людина людині вовк». Цей вираз стосується крайнього егоїзму людини. Давньоримський письменник Плавт (250 до н. е. — 184 до н.е) вживає ці слова в своїй комедії «Осли» (лат. Asinaria):

| Numqu(am) hódi(e) induces út tibi cred(am) hóc argent(um) ignóto. Lupus ést hom(o) homini, nón homo, quom quális sit non nóvit.[1][2] |
На противагу, Сенека Молодший писав, що «людина є священною для людини» (лат. Homo, sacra res homini). Ці обидва афоризми англійський філософ Томас Гоббс використав у своїй праці De Cive (1651):

| Якщо говорити неупереджено, обидва вислови є вельми правдивими; людина людині є як Бог; і людина людині є справжнім вовком. Перше правдиве, якщо ми порівняємо громадян між собою; і друге [правдиве], якщо ми порівняємо міста Оригінальний текст (англ.) To speak impartially, both sayings are very true; That Man to Man is a kind of God; and that Man to Man is an arrant Wolfe. The first is true, if we compare Citizens amongst themselves; and the second, if we compare Cities. |